# Pinta calenta

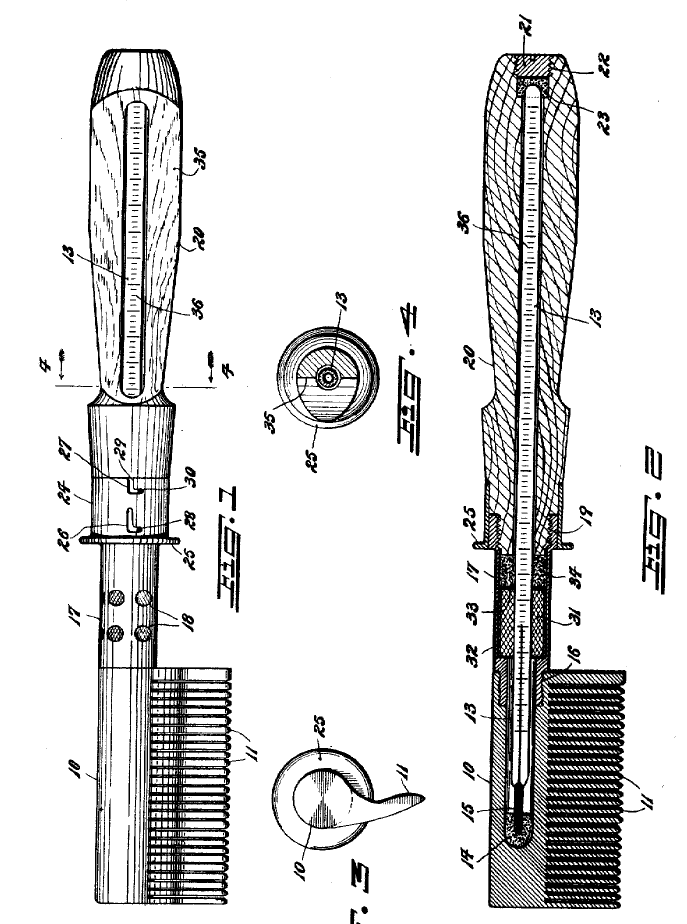
Il·lustració d'una patent de pinta calenta de 1920

Una pinta calenta (també conegut com una pinta allisadora) és una pinta de metall que s'utilitza per a allisar el cabell i crear una textura més suau. La pinta s'escalfa i s'utilitza per allisar el cabell des de les arrels. Pot ser col·locat directament sobre la font de calor o es pot escalfar elèctricament.

## Història

### França
La pinta calenta va ser un invent desenvolupat a França com una manera perquè les dones amb els cabells arrissat gruixuts poguessin aconseguir una aparença recta i fina com tradicionalment el model utilitzat per les dones egípcies històriques.
El parisenc Francois Marcel Grateau es diu que va revolucionar el pentinat del cabell quan va inventar i va introduir planxes calentes per arrissar i ondejar el cabell dels seus clients a França l'any 1872. El seu «Marcel Wave» («ona Marcel») va romandre de moda durant moltes dècades. La Biblioteca de Ciència i Societat de Gran Bretanya acredita a L. Pelleray de París amb la fabricació de les planxes calentes en la dècada de 1870. Un exemple d'una versió de 1890 del model de Pelleray es troba en el Museu Chudnow a Milwaukee.

### Estats Units
El setembre del 1915, JE Laing, propietari de un saló de perruqueria a Kansas City (Kansas), va afirmar haver inventat el «rei de tots els allisadors» amb 3/4 de polzada d'amplada, 9 1/2 polzades de llarg en forma de pinta que també tenia un mànec reversible per acomodar el seu ús amb la mà esquerra o dreta. Indol Laboratories, owned by Bernia Austin in Harlem, offered a steel magnetic comb for $5.00 in November 1916. Els Laboratoris Indole propietat de Bernia Austin a Harlem, va oferir una pinta magnètica d'acer per 5.00 $ al novembre de 1916.
Walter Sammons de Philadelphia va presentar una sol·licitud de patent núm. 1.362.823 el 9 d'abril de 1920. La patent va ser concedida el 21 de desembre de 1920. La fundadora de Poro Company Annie Malone ha estat acreditada per algunes fonts com la primera persona a la que se li va donar la primera patent per a aquesta eina en aquest mateix any, però el Butlletí Oficial de l'Oficina de patents dels Estats Units no mostra el seu nom com un titular d'una patent de pinta calenta el 1920.
La Patent Office Gazette de 16 de maig de 1922, tanmateix, inclou Annie Malone de Saint Louis (Missouri) en una llista de patents de dissenys com la concedida amb el núm. 60.962 para «cinta de segellament», que Chajuana V. Trawick descriu, al desembre amb 2011, com una cinta ornamental utilitzada per a «assegurar la tanca de la tapa de les caixes dels productes Poro» i evitar que d'altres venguin productes en envasos fets per semblar-se als productes Poro.